# Y 50100
Les Y 50100 furent une courte série de dix locomoteurs de la SNCF.

## Genèse
Ces locotracteurs du type WR 360 C 14 furent construits à partir de 1937 par l'industrie allemande à destination de la Wehrmacht pour la traction de pièces d'artillerie.

## Description
D'une allure massive, ces locotracteurs à trois essieux sont équipés d'un moteur diesel entrainant une transmission hydraulique Voith agissant sur un faux essieu couplé par bielles aux trois essieux moteurs.

Le moteur d'origine, un Deutz V6M 436 à 6 cylindres en ligne de 360ch, fut remplacé au début des années cinquante par un moteur Renault 565 à 12 cylindres en V avec turbo-compresseur Rateau GTS 19-20 de 420ch pour les Y 50101 à 50103 et 50107 à 50110, et par un moteur SACM MGO 8V175 à 8 cylindres en V de 400 ch pour les Y 50104 à 50106,.

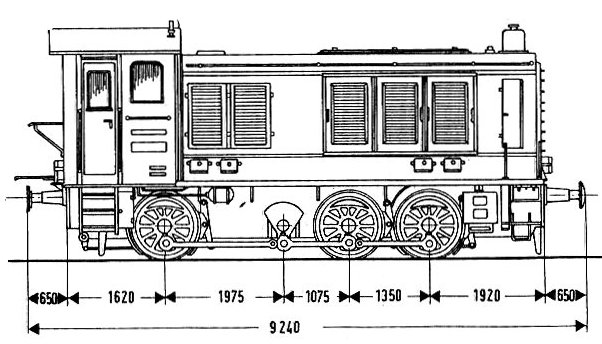

## Utilisation et services

### En France
À la fin de la Seconde Guerre mondiale, on retrouve ces engins dispersées dans différents pays dont dix unités en France. Récupérés au titre de « prise de guerre », ces locotracteurs restent un temps "hors-inventaire" du parc de la SNCF, qui les utilise sur la région Nord sous l'immatriculation 030 DB 1 à 10 puis Y 50100 à 50110 à partir de 1962, où ils sont radiés entre 1971 et 1973. Ils permettent à la SNCF de progresser dans ses essais de mécanisation des manœuvres de wagons.

### Engins préservés
- Y 50105 : Chemin de fer touristique des Hautes Falaises (76)
- Y 5010? : Chemin de fer touristique des Hautes Falaises (76)
- Y 50110 : Chemin de fer touristique du Haut Quercy

## Modélisme
Les Y 50100 ont été reproduits à l'échelle HO par les firmes Marklin, Trix, Lima, Electrotren et Roco.
Elles ont également été reproduites à l’échelle TT par la firme Tillig et BTTB.